# Томмола, Тойво Викторович
Тойво Викторович Томмола (фин. Toivo Tommola; 31 июля 1905, Муолаа, Выборгская губерния — 21 июля 1986, Иваново) — советский военачальник финского происхождения, генерал-майор (1943).

## Биография
Родился в семье рабочего-железнодорожника.
С 1914 году с семьей проживал в Санкт-Петербургской губернии, а впоследствии в город Буй Костромской области. Окончил начальную школу на станции Левашовка.
Работал на лесозаводе посыльным.
С 1919 г. — в РККА, в 6-м финском полку (Петрограде). Воевал против белофиннов на Олонецком фронте.
В 1920 г. — окончил 3-месячные курсе в Петрозаводске, работал в отделе народного образования в городе Кемь (Карелия).
С сентября 1921 г. — курсант Интернациональной военной школы в Петрограде. Участвовал в советско-финской войне 1921—1922 гг., в отряде Тойво Антикайнена. С 1925 г. — комвзвода, батареи 14-го артиллерийского полка 14-й стрелковой дивизии в Шуе.
С 1931 г. командир батареи, начхим Карельской егерской бригады, член ВКП(б).
Одним из первых в стране получил значок ГТО II ступени.
В 1936 г. окончил Военную академию им. М. В. Фрунзе.
Участвовал в гражданской войне в Испании в качестве военного советника.
Участвовал в советско-финской войне 1939—1940 гг., командир 3-й стрелковой дивизии Финской Народной армии.
Участвовал в Великой Отечественной войне с первых её дней — начальник артиллерии 71-й стрелковой дивизии.
В начале июля 1941 г. при отходе частей 71-й стрелковой дивизии из с. Вяртсиля, Т. В. Томмола артиллерийским огнём обеспечил нормальный отход частей и вывоз материальной части дивизии, водил три батальона 367 стрелкового полка в контратаку, отбросил противника и обеспечил частям свободный отход. В конце июля 1941 г. командовал отрядом в составе двух стрелковых батальонов, отдельного строительного батальона, погранотряда и бронепоезда, удерживавшего дорогу Петрозаводск—Суоярви. В августе 1941 г. Томмола с небольшой группой бойцов обеспечил отход дивизии из Суоярви к Кивачу, задерживая силы противника.
С 14 сентября 1941 г. — командир 14-й стрелковой дивизии (Карельский фронт, Мурманское направление). По его руководством дивизия вела упорные бои с обходившими левый фланг полком горной дивизии немцев.
С 15 марта 1942 г. — командир 289-й стрелковой дивизии (Карельский фронт).
Постановлением Совета Народных Комиссаров от 22 февраля 1943 г. Т. В. Томмола было присвоено звание генерал-майора.
С августа 1944 г. — командир 9-й запасной стрелковой дивизии Орловского военного округа.
В 1948 г. окончил Военную академию им. К. Е. Ворошилова.
В ноябре 1953 г. — в запасе.
Проживал в Иваново, похоронен на кладбище Балино.

## Награды
СССР
- орден Ленина (21.02.1945[8])
- три ордена Красного Знамени (22.02.1943, 03.11.1944[8] 1949[8])
- орден Отечественной войны I степени (06.04.1985)
- медали, в том числе:
  - «XX лет Рабоче-Крестьянской Красной Армии» (1938)
  - «За оборону Советского Заполярья» (1945)
  - «За победу над Германией в Великой Отечественной войне 1941—1945 гг.» (1945)
  - «Ветеран Вооружённых Сил СССР» (1976)

## Сочинения
- Томмола Т. В. Самый молодой курсант вспоминает // На Кимасозеро! : воспоминания участников лыжного рейда / [сост.: Е. С. Гардин, И. М. Петров]. — Петрозаводск, 1971. — С. 55-60.
- Томмола Т. В. Об одной операции местного значения // Незабываемое. — Петрозаводск, 1974. — С.05-115.